# (568) Херуския
(568) Херуския (лат. Cheruskia) — сравнительно небольшой астероид главного пояса, который был открыт 26 июля 1905 года немецким астрономом Паулем Гёцом в обсерватории Хайдельберг и назван в честь древнегерманского племени Херусков.
- Орбита астероида Херуския и его положение в Солнечной системе

Фотометрические наблюдения, проведённые в 2008 годах в обсерватории Palmer Divide, позволили получить кривые блеска этого тела, из которых следовало, что период вращения астероида вокруг своей оси равняется 13,209 ± 0,001 часам, с изменением блеска по мере вращения 0,10 ± 0,01 m. По другим измерениям, проведённым в 2000 году, период вращения оказался равен 14,654 часов.